# تاج‌پوش

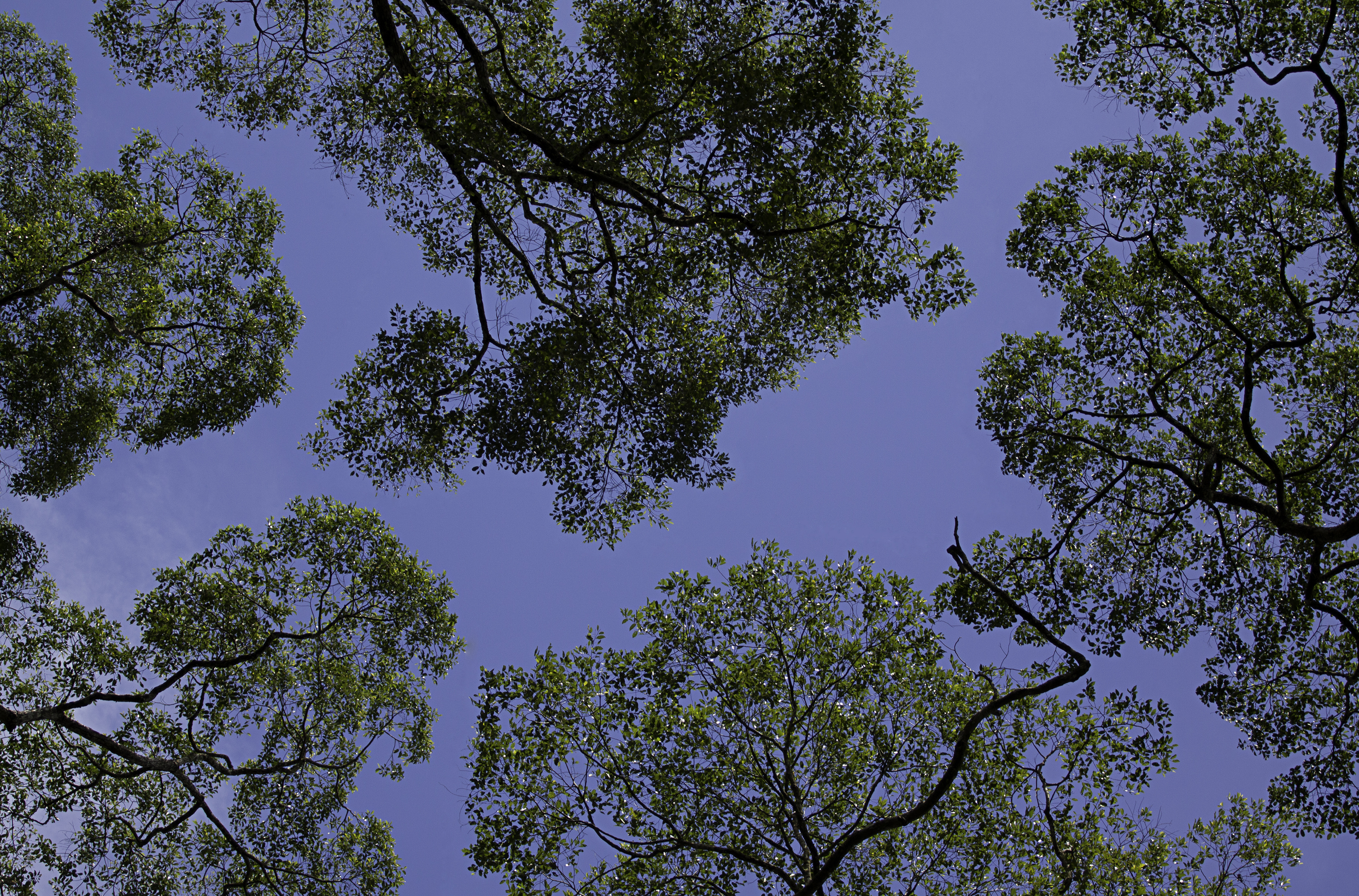
سایبان جنگل در مالزی.

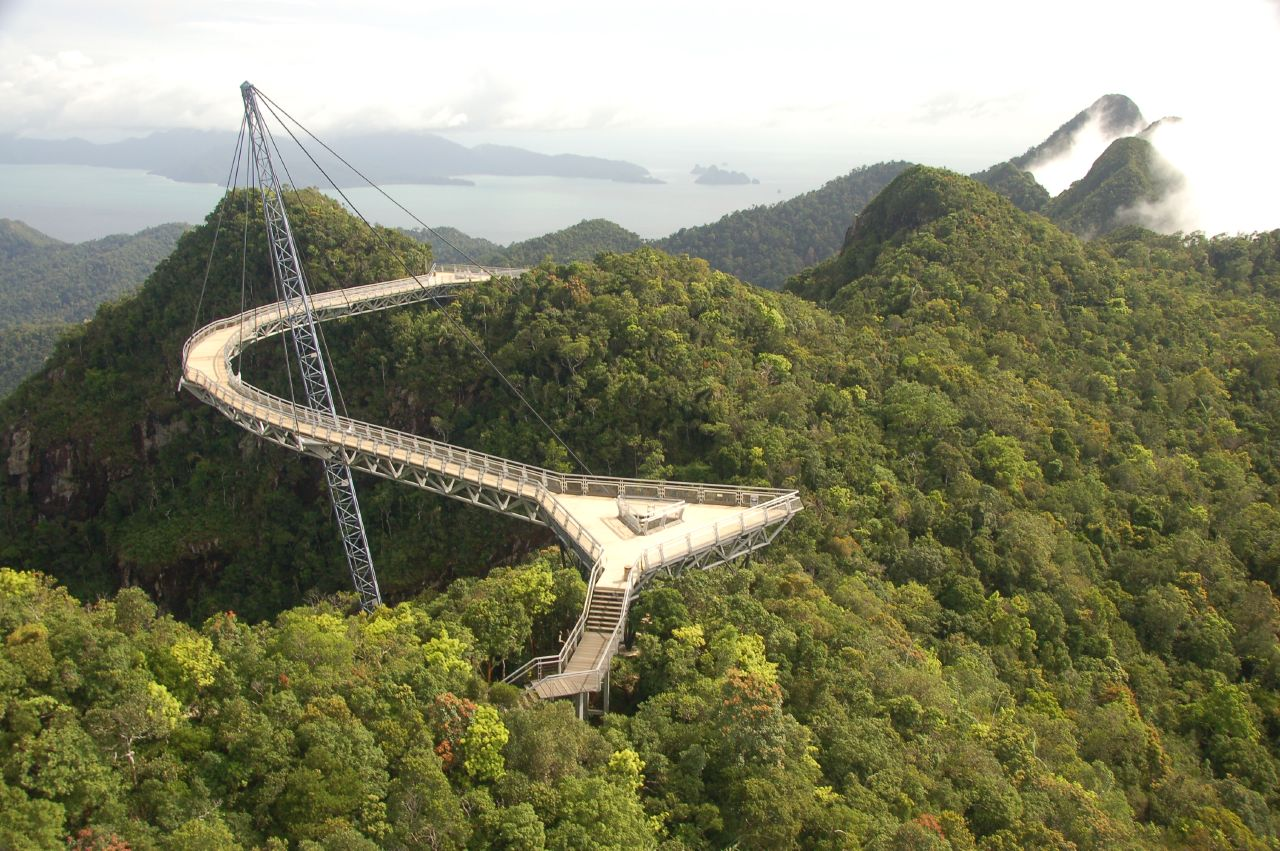
«پل آسمانی» لانگ‌کاوی در مالزی که بر فراز سایبان جنگل قرار دارد.

تاج‌پوش یا سایبان جنگل (به انگلیسی: canopy) به سقف متشکل از تاج درختان در جنگل را گویند. این لایه که سقف جنگل است از شبکه شاخه‌ها و درختان تشکیل شده است. میزان دسترسی به نور در این لایه بسیار زیاد است اما خود این لایه پوششی را می‌سازد که جلوی رسیدن نور به گیاهان پایینی را می‌گیرد.
برگ‌های درختان در لایه سایبان کوچک و چرمی‌اند تا مانع از دست دادن زیاد آب در مقابل تابش شدید خورشید شود. برخی حشرات و جانوران خود را کاملاً برای زندگی در محیط تاج‌پوش سازگار کرده‌اند. برای نمونه رنگ زرد پری شاهرخ در این محیط به او برای استتار کمک می‌کند و سنجاب قرمز شیوه جابه‌جایی بین درختان در سایبان را به خوبی آموخته است.
کاهش تدریجی فضای بین تاج‌های درختان با گسترش جانبی آن‌ها را تاج‌بَست می‌گویند. میزان فشردگی شاخ و برگ تاج درخت یا درختچه نیز تراکم تاج نام دارد.
طبقهٔ تشکیل‌شده از تاج درختان در یک تودهٔ جنگلی اُشکوب نامیده می‌شود و بخشی از درختان در جنگلی با بیش از یک اشکوب که بالاترین لایهٔ سایبان را تشکیل می‌دهد اصطلاحاً اشکوب برین نام دارد.
در برخی جنگل‌ها نوک درختان در سایبان لایهٔ پیوسته‌ای را تشکیل می‌دهد. چنین لایه‌ای می‌تواند آب باران و نور خورشید را محصور کند. بلندی تاج‌پوش از منطقه‌ای به منطقهٔ دیگر و از جنگلی به جنگل دیگر متفاوت می‌شود و این میزان از ۲۰ تا ۵۰ متر در تغییر است. پژوهشگران از بالن‌های هوای داغ، کابل‌ها، سکوها، برج‌ها، و حتی ربات‌هایی استفاده می‌کنند تا میلیون‌ها گونهٔ گیاهی و جانوری را که آشیان‌هایشان را بر فراز بلندی می‌سازند مورد مطالعه قرار دهند.
گاه توفان‌ها و گردبادها و دیگر عوامل باعث فرو افتادن برخی از درختان بلند جنگل‌های بارانی می‌شوند. در نتیجهٔ این اتفاق راه ورودی برای نور خورشید به جنگل ایجاد می‌شود و گیاهان و جانوران جدیدی در این منطقه مجال رشد می‌یابند.
درختی که تاج آن کاملاً بالاتر از تاج‌پوشش اصلی است و کاملاً در معرض نور قرار دارد را درخت سرافراز می‌گویند.